# Битва при Милах
Битва при Милах — морское сражение между карфагенскими и римскими флотами произошло в 260 году до н. э. во время Первой Пунической войны. Первая известная морская победа римлян.

## Предыстория
После сражения при Липарских островах и неудачного рейда на Италию карфагенский адмирал Ганнибал Гискон с 50 кораблями двинулся навстречу главным силам римского флота, которые шли вдоль италийского берега, но при этом не принял никаких мер предосторожности. Вследствие этого, а также и несчастной случайности, карфагенская эскадра, стоявшая, по-видимому, на якоре и не готовая к сражению, была захвачена врасплох подходившим в боевом порядке римским флотом и потеряла несколько кораблей. Главные силы римского флота благополучно прибыли в Мессану. Здесь Гай Дуилий передал командование войсками трибунам, принял главное начальство над флотом и двинулся со 130 кораблями вдоль северного берега Сицилии на запад к Панорму навстречу Ганнибалу.
Ганнибал вывел ночью флот из Акраганта и шёл навстречу Гаю Дуилию, а встреча двух флотов произошла у мыса Милы (ныне Милаццо). Карфагенский флот насчитывал 120—130 судов и состоял почти исключительно из пентер, а флагманский корабль был гептерой (септиремой), которую карфагеняне захватили у Пирра. Командовал карфагенским флотом этот же Ганнибал Старший, беззаботность которого незадолго перед тем привела к потере значительного числа кораблей, однако уроков из этого извлечено не было. Карфагеняне, в течение веков почти безраздельно господствовавшие на море и давно уже не встречавшие равного себе противника, считали себя в полной безопасности, что привело их к чрезмерной самоуверенности и к пренебрежению даже самыми простыми тактическими правилами: они полагали, что одно их приближение должно устрашить и обратить в бегство неприятеля.

## Сражение
Ганнибал опять не выслал вперёд разведчиков. Его флот шёл в беспорядке, когда показались римские корабли. Он, имея около 30 кораблей, находился далеко впереди главных сил, и вместо того, чтобы дать последним подойти или хотя бы выстроить суда в боевой строй, он с безрассудной смелостью бросился на неприятельский флот. Карфагеняне заметили на приближавшихся к ним в сомкнутом строю (в каком именно — неизвестно) римских кораблях неуклюжих «воронов». Они, хотя и были удивлены, не приняли никаких мер против них, а ограничились одними насмешками. Однако когда корабли столкнулись нос к носу, римляне тотчас же пустили их в ход. С какой бы стороны карфагеняне ни атаковали — штевень против штевеня шёл вплотную вдоль борта противника с целью обломать ему вёсла — тяжёлые абордажные мостки падали на их палубу и пробивали её острым крюком. По этим мостками на их корабли, удерживаемые «вороном» тотчас же устремлялись многочисленные легионеры, защищённые от метательных снарядов стенками, щитами и шлемами. Карфагеняне в рукопашном бою далеко уступали римлянам, которые, кроме того, значительно превосходили их численностью, и поэтому были не в состоянии долго сопротивляться. Вскоре все 30 кораблей, в том числе и флагманский корабль, с которыми Ганнибал произвёл первую атаку, были захвачены римлянами.
Карфагенскому адмиралу едва удалось на шлюпке бежать к своим главным силам. Однако он всё-таки не захотел признать сражение проигранным. Так как атака с носа оказалась неудачной, он приказал своим кораблям, превосходившим неприятеля в быстроте и манёвренности, окружить римлян, чтобы атаковать их с борта или с кормы. Римляне, однако, оказались настолько искусными, что сумели парировать этот приём, и атакующий везде встречал угрожающего «ворона», который мог поворачиваться в обе стороны приблизительно на 300 градусов.
Понеся значительные потери, Ганнибал, не имея больше никакой надежды на успех, прекратил сражение и начал отступать, чему Дуилий со своими тихоходными кораблями не мог помешать.

## Результаты
Причиной поражения карфагенян стало применение римлянами нового изобретения — так называемого ворона (лат. harpago corvus) — специального приспособления, которое позволяло обездвижить вражеский корабль и перекинуть на него мостик для идущей на абордаж морской пехоты.
По Полибию, карфагеняне потеряли от 50 до 80 кораблей. По Евтропию римляне захватили 31 корабль, 14 потопили, 7 тысяч карфагенян взяли в плен и 3 тысячи человек уничтожили. В надписи Дуилия и у Орозия говорится о захвате римлянами 1 септиремы (гептеры), 30 квинквирем и трирем, и о потоплении 13 кораблей. Орозий говорит о 3 тысячах карфагенян, погибших в этом сражении и о 7 тысяч взятых в плен. Сопоставление этих цифр с числом потопленных римских кораблей даёт оценку римских потерь в людях — не менее 1-2 тысяч человек.